# Zoro Feigl
Franz Ferdinand Zoroaster (Zoro) Feigl (Amsterdam, 1983) is een Nederlandse kunstenaar die zich voornamelijk toelegt op kinetische kunst.

## Biografie
Feigl studeerde aan de Hogeschool voor de Kunsten Utrecht, de Gerrit Rietveld Academie in Amsterdam en aan het Hoger Instituut voor Schone Kunsten (HISK) in Gent. Hij maakt gebruik van onder andere bouwmaterialen, plastics en staal, waarmee hij bewegende objecten creëert. Naar eigen zeggen is hij geïnteresseerd in het onvoorspelbare gedrag van materialen die voor ander een doel worden gebruikt dan waarvoor ze geproduceerd zijn. Sinds zijn afstuderen in 2005 exposeerde Feigl onder andere in China, Japan, Brazilië, Rusland, Italië, Bulgarije, België en diverse Nederlandse musea. In 2017 installeert Feigl het werk ECHO dat hij ontwierp voor het vernieuwde rijkskantoor Rijnstraat 8 in Den Haag, huisvesting van onder meer het Ministerie van Buitenlandse Zaken en het Ministerie van Infrastructuur en Waterstaat (oorspronkelijk ontworpen door Jan Hoogstad, renovatie door OMA architecten).
 Zoro Feigl werkt en woont in Amsterdam. In 2013 werd hij genomineerd voor de Volkskrant Beeldende Kunst Prijs. In 2013 stond Feigl op nummer 92 van de lijst van meest succesvolle Nederlanders in het buitenland van de Telegraaf. In 2018 was hij de winnaar van de Witteveen+Bos Kunst+Techniek-Prijs.

## Foto's

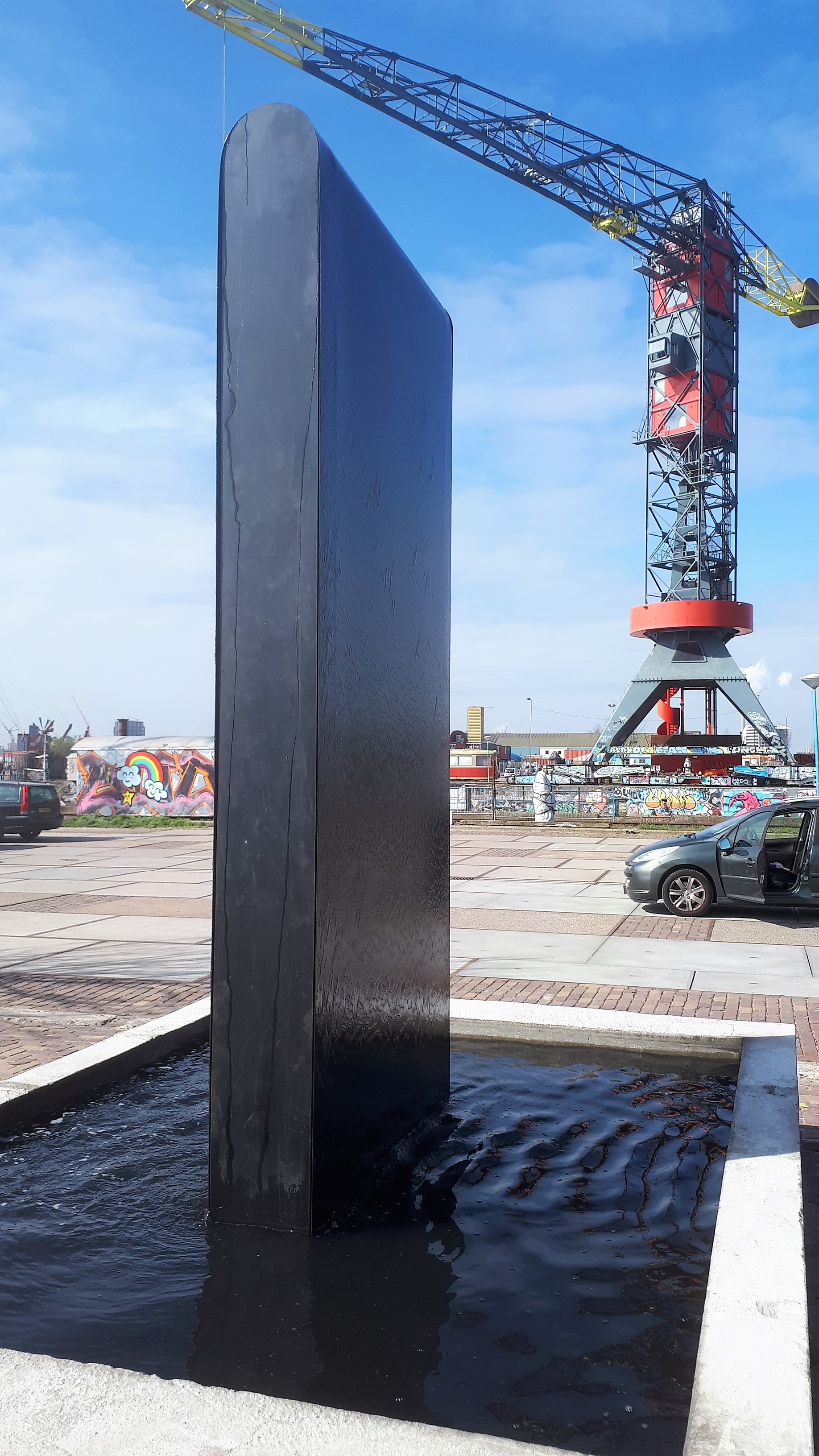
Monolith (2016), NDSM-terrein, Amsterdam-Noord